# Pete Conacher
Pete Conacher (Toronto, Canadá; 29 de julio de 1932 – 20 de octubre de 2024) fue un jugador de hockey sobre hielo canadiense que jugó trece temporadas con tres equipos en la NHL en la posición de ala izquierda.

## Estadísticas

### Club
| 1949–50   | Galt Red Wings        | OHA       | 48  | 25  | 27  | 52  | 22 | —  | —  | —  | —  | —  |
| 1950–51   | Galt Black Hawks      | OHA       | 52  | 32  | 32  | 64  | 10 | 3  | 5  | 6  | 11 | 0  |
| 1951–52   | Chicago Black Hawks   | NHL       | 2   | 0   | 1   | 1   | 0  | —  | —  | —  | —  | —  |
| 1951–52   | Galt Black Hawks      | OHA       | 51  | 53  | 67  | 120 | 33 | 3  | 3  | 3  | 6  | 0  |
| 1952–53   | Chicago Black Hawks   | NHL       | 41  | 5   | 6   | 11  | 7  | 2  | 0  | 0  | 0  | 0  |
| 1952–53   | St. Louis Flyers      | AHL       | 29  | 12  | 16  | 28  | 6  | —  | —  | —  | —  | —  |
| 1953–54   | Chicago Black Hawks   | NHL       | 70  | 19  | 9   | 28  | 23 | —  | —  | —  | —  | —  |
| 1954–55   | Chicago Black Hawks   | NHL       | 18  | 2   | 4   | 6   | 2  | —  | —  | —  | —  | —  |
| 1954–55   | New York Rangers      | NHL       | 52  | 10  | 7   | 17  | 10 | —  | —  | —  | —  | —  |
| 1955–56   | New York Rangers      | NHL       | 41  | 11  | 11  | 22  | 8  | 5  | 0  | 0  | 0  | 0  |
| 1955–56   | Buffalo Bisons        | AHL       | 18  | 17  | 15  | 32  | 6  | —  | —  | —  | —  | —  |
| 1956–57   | Buffalo Bisons        | AHL       | 60  | 26  | 29  | 55  | 16 | —  | —  | —  | —  | —  |
| 1957–58   | Toronto Maple Leafs   | NHL       | 5   | 0   | 1   | 1   | 5  | —  | —  | —  | —  | —  |
| 1957–58   | Buffalo Bisons        | AHL       | 48  | 12  | 32  | 44  | 2  | —  | —  | —  | —  | —  |
| 1958–59   | Belleville McFarlands | OHA Sr    | 1   | 0   | 0   | 0   | 0  | —  | —  | —  | —  | —  |
| 1959–60   | Buffalo Bisons        | AHL       | 56  | 5   | 10  | 15  | 16 | —  | —  | —  | —  | —  |
| 1960–61   | Hershey Bears         | AHL       | 69  | 11  | 24  | 35  | 4  | 8  | 1  | 2  | 3  | 4  |
| 1961–62   | Hershey Bears         | AHL       | 70  | 27  | 29  | 56  | 16 | 7  | 2  | 0  | 2  | 5  |
| 1962–63   | Hershey Bears         | AHL       | 70  | 29  | 24  | 53  | 6  | 15 | 5  | 4  | 9  | 0  |
| 1963–64   | Hershey Bears         | AHL       | 72  | 34  | 26  | 60  | 12 | 6  | 0  | 3  | 3  | 2  |
| 1964–65   | Hershey Bears         | AHL       | 63  | 34  | 24  | 58  | 10 | 15 | 8  | 2  | 10 | 4  |
| 1965–66   | Hershey Bears         | AHL       | 60  | 14  | 20  | 34  | 4  | —  | —  | —  | —  | —  |
| Total AHL | Total AHL             | Total AHL | 615 | 221 | 249 | 470 | 98 | 51 | 16 | 11 | 27 | 15 |
| Total NHL | Total NHL             | Total NHL | 229 | 47  | 39  | 86  | 55 | 7  | 0  | 0  | 0  | 0  |

### Selección nacional
| Año   | País   | Evento |       | PJ | G | A  | Pts | PIM |
| ----- | ------ | ------ | ----- | -- | - | -- | --- | --- |
| 1959  | Canada | WC     | 8     | 7  | 3 | 10 | 2   |     |
| Total | Total  | Total  | Total | 8  | 7 | 3  | 10  | 2   |

## Vida personal
Conacher fue Presidente de Ontario en el Special Olympics Canada. En el verano cuando no jugaba hockey jugaba en la Beaches Major Fastball League y en la categoría de veteranos con Lizzies en el viejo Viaduct Stadium. También fue miembro de la mesa directiva y en el Charlie Conacher Throat Cancer Research Fund del Toronto General Hospital. Pete y su esposa Ann vivieron en Etobicoke por más de 48 años. Luego pasó a ser miembro de la mesa de dirigentes del Ontario Sports Hall of Fame.
Sus tíos Lionel Conacher y Roy Conacher también jugaron en la NHL y luego fueron miembros del Salón de la Fama. Su sobrino Lionel Conacher Jr. fue selección de primera ronda del Draft de 1960 por los Montreal Alouettes en la Canadian Football League. Su otro sobrino Brian Conacher representó a Canadá en los Innsbruck 1964 y jugó con los Toronto Maple Leafs y ganó la Copa Stanley 1967. Cory Conacher, quien jugara con el Tampa Bay Lightning, estaba relativamente cercano a Pete. También era primo de Murray Henderson.

## Logros
- Belleville Hall of Fame
- Province of Ontario Special Achievement Award (1991)
- Ontario Special Olympics Hall of Fame (Primer inducido, 1992)[3]
- Queen Elizabeth II Golden Jubilee Medal (2002)
- Etobicoke Sports Hall of Fame (2002) [4]
- Bobby Orr Hall of Fame (2010) [4]